# Zanhuang
Zanhuang, även romaniserat Tsanhwang, är ett härad som lyder under Shijiazhuang i Hebei-provinsen i norra Kina.